# طرخشقون نجمي
طرخشقون نجمي (الاسم العلمي:Taraxacum stellare) هو نوع من النباتات يتبع جنس الطرخشقون من الفصيلة النجمية.